# 1,3-dichloor-5-nitrobenzeen
1,3-dichloor-5-nitrobenzeen is een chloorderivaat van benzeen met als brutoformule C6H3Cl2NO2. De stof komt voor als kristallen, die onoplosbaar zijn in water.

## Toxicologie en veiligheid
Bij contact met een heet oppervlak of met een vlam ontleedt deze stof onder vorming van giftige en corrosieve dampen, waaronder stikstofoxiden en waterstofchloride. 1,3-dichloor-5-nitrobenzeen reageert met sterk oxiderende stoffen en sterke basen.